# Leucanopsis bipartita
Leucanopsis bipartita là một loài bướm đêm thuộc phân họ Arctiinae, họ Erebidae.